# Cowboy Carter Tour
Cowboy Carter Tour (pełna nazwa: Cowboy Carter and the Rodeo Chitlin' Circuit Tour) – dziesiąta trasa koncertowa amerykańskiej piosenkarki Beyoncé, promująca jej album Cowboy Carter.

## Ogłoszenie
25 grudnia 2024 Beyoncé wstąpiła w trackie przerwy meczu futbolu amerykańskiego w Houston i tego samego dnia poinformowała, że 14 stycznia 2025 dojdzie do ważnego ogłoszenia. Informacja, dotycząca trasy koncertowej piosenkarki została podana dopiero 2 lutego, ze względu na Pożary w Kalifornii. Ogólnodostępna sprzedaż biletów rozpoczęła się 14 lutego za pośrednictwem Ticketmastera. Ze względu na duże zapotrzebowanie dodano dziesięć dodatkowych dat, w tym: piąty i szósty koncert w Londynie, piąty koncert w Inglewood i East Rutherford, trzeci i czwarty koncert w Atlancie, trzeci koncert w Paryżu i Chicago oraz dwa kolejne koncerty w Las Vegas.

## Reakcje krytyków
W pięciogwiazdkowej recenzji dla The Guardian Bryan Armen Graham określił występ jako: „teatralny spektakl, który odzyskuje muzykę country, zmienia amerykańską tożsamość i przypomina wszystkim, kto nadal napędza ewolucję popu po tylu latach”. Wren Graves z Consequence również pochwalił trasę, pisząc: „Żaden artysta we współczesnej muzyce nie łączy w sobie wokalnych umiejętności, umiejętności tanecznych i teatralnej wizji z tak druzgocącą skutecznością”. Frazier Tharpe stwierdził w recenzji dla GQ, że trasa koncertowa potwierdza pozycję Beyoncé, jako  „największej żyjącej artystki”. Autor tekstu podkreślił szeroki zakres pokazu, w tym ponad 40 piosenek obejmujących country, operę, flamenco, irlandzki taniec liniowy, kinowe wizualizacje oraz jazdę na złotym mechanicznym byku.

## Lista utworów
Źródła:

 Act I
1. „Ameriican Requiem”
2. „Blackbird”
3. „The Star-Spangled Banner” (W aranżacji gitarowej Jimiego Hendrixa)
4. „Freedom”
5. „Ya Ya”/„Why Don’t You Love Me”
6. „Oh Louisiana”

Akt II
1. „America Has a Problem”
2. „Spaghettii”(z elementami „***Flawless”, „Run the World (Girls)” oraz „My Power”)
3. „Formation”
4. „My House”
5. „Diva”(z elementami „Crank That” oraz „TGIF”)

Act III
1. „Alliigator Tears”
2. „Just For Fun”
3. „Protector” (z elementami „Dangerously in Love 2”)
4. „Flamenco”

Akt IV
1. „Desert Eagle”
2. „Riiverdance”
3. „II Hands II Heaven” (z elementami „Tyrant”)
4. „Tyrant” (z elementami „Blow” oraz „Haunted”)
5. „Thique” (z elementami „Say My Name” oraz „Bills, Bills, Bills”)
6. „Levii's Jeans”
7. „Sweet Honey Buckiin” / „Pure/Honey” (z elementami „Summer Renaissance”)

Akt V
1. „Texas Hold ’Em”
2. „Crazy in Love”
3. „Irreplaceable”
4. „If I Were a Boy”
5. „Love on Top”
6. „Jolene”
7. „Daddy Lessons”
8. „Bodyguard”	(z elementami „Blow” oraz „II Most Wanted”)
9. „Cuff It” (z elementami „Dance for You” oraz „Smoke Hour II”)
10. „Heated” (z elementami „Boots on the Ground”)

Act VI
1. „Daughter”

Act VII
1. „I'm That Girl”
2. „Cozy”
3. „Alien Superstar”

Act VIII
1. „16 Carriages”
2. „Amen”

## Lista koncertów
Na podstawie źródła:
| Data            | Miasto          | Kraj              | Obiekt                    | Bilety sprzedane/ dostępne | Dochód w $ |
| --------------- | --------------- | ----------------- | ------------------------- | -------------------------- | ---------- |
| 28 kwietnia     | Inglewood       | Stany Zjednoczone | SoFi Stadium              | 217,143 / 217,143          | 55,706,053 |
| 1 maja          | Inglewood       | Stany Zjednoczone | SoFi Stadium              | 217,143 / 217,143          | 55,706,053 |
| 4 maja          | Inglewood       | Stany Zjednoczone | SoFi Stadium              | 217,143 / 217,143          | 55,706,053 |
| 7 maja          | Inglewood       | Stany Zjednoczone | SoFi Stadium              | 217,143 / 217,143          | 55,706,053 |
| 9 maja          | Inglewood       | Stany Zjednoczone | SoFi Stadium              | 217,143 / 217,143          | 55,706,053 |
| 15 maja         | Chicago         | Stany Zjednoczone | Soldier Field             | 143,256 / 143,256          | 42,526,825 |
| 17 maja         | Chicago         | Stany Zjednoczone | Soldier Field             | 143,256 / 143,256          | 42,526,825 |
| 18 maja         | Chicago         | Stany Zjednoczone | Soldier Field             | 143,256 / 143,256          | 42,526,825 |
| 22 maja         | East Rutherford | Stany Zjednoczone | MetLife Stadium           | 250,085 / 250,085          | 70,284,615 |
| 24 maja         | East Rutherford | Stany Zjednoczone | MetLife Stadium           | 250,085 / 250,085          | 70,284,615 |
| 25 maja         | East Rutherford | Stany Zjednoczone | MetLife Stadium           | 250,085 / 250,085          | 70,284,615 |
| 28 maja         | East Rutherford | Stany Zjednoczone | MetLife Stadium           | 250,085 / 250,085          | 70,284,615 |
| 29 maja         | East Rutherford | Stany Zjednoczone | MetLife Stadium           | 250,085 / 250,085          | 70,284,615 |
| 5 czerwca       | Londyn          | Anglia            | Tottenham Hotspur Stadium | 275,000 / 275,000          | 61,500,000 |
| 7 czerwca       | Londyn          | Anglia            | Tottenham Hotspur Stadium | 275,000 / 275,000          | 61,500,000 |
| 10 czerwca      | Londyn          | Anglia            | Tottenham Hotspur Stadium | 275,000 / 275,000          | 61,500,000 |
| 12 czerwca      | Londyn          | Anglia            | Tottenham Hotspur Stadium | 275,000 / 275,000          | 61,500,000 |
| 14 czerwca      | Londyn          | Anglia            | Tottenham Hotspur Stadium | 275,000 / 275,000          | 61,500,000 |
| 16 czerwca      | Londyn          | Anglia            | Tottenham Hotspur Stadium | 275,000 / 275,000          | 61,500,000 |
| 19 czerwca      | Saint-Denis     | Francja           | Stade de France           |                            |            |
| 21 czerwca      | Saint-Denis     | Francja           | Stade de France           |                            |            |
| 22 czerwca      | Saint-Denis     | Francja           | Stade de France           |                            |            |
| 28 czerwca      | Houston         | Stany Zjednoczone | NRG Stadium               |                            |            |
| 29 czerwca      | Houston         | Stany Zjednoczone | NRG Stadium               |                            |            |
| 4 lipca         | Landover        | Stany Zjednoczone | Northwest Stadium         |                            |            |
| 7 lipca         | Landover        | Stany Zjednoczone | Northwest Stadium         |                            |            |
| 22 lipca 2023   | Atlanta         | Stany Zjednoczone | Mercedes-Benz Stadium     |                            |            |
| 23 lipca 2023   | Atlanta         | Stany Zjednoczone | Mercedes-Benz Stadium     |                            |            |
| 26 lipca 2023   | Atlanta         | Stany Zjednoczone | Mercedes-Benz Stadium     |                            |            |
| 29 lipca 2023   | Atlanta         | Stany Zjednoczone | Mercedes-Benz Stadium     |                            |            |
| 30 lipca 2023   | Paradise        | Stany Zjednoczone | Allegiant Stadium         |                            |            |
| 1 sierpnia 2023 | Paradise        | Stany Zjednoczone | Allegiant Stadium         |                            |            |
| W sumie         |                 |                   |                           |                            |            |